# 扎克·亚历山大
扎克·亚历山大（英語：Zac Alexander，1989年2月11日—），澳大利亚男子壁球运动员。他曾代表澳大利亚参加2018年英联邦运动会壁球比赛，获得男子双打金牌。